# Atractodes salius
Atractodes salius là một loài tò vò trong họ Ichneumonidae.